# Door Van Boeckel
Door Van Boeckel (Lier, 19 februari 1952) is een Vlaams acteur. Hij is vooral bekend als musicalacteur, maar hij werd ook bekend met zijn film- en televisierollen in onder andere Amsterdamned, de kinderserie Booh! en Kinderen van Dewindt en een hele reeks theaterstukken.
Voor zijn toneelcarrière vormde hij in 1972-1973 met Jos Verbist de zanggroep "Duo Zwart en Wit".
Hij zette zijn eerste stappen op de planken bij het amateurtoneel van het in Lier bekende toneellabo Arlecchino. Dat was ook de bakermat van onder anderen Pol Goossen, Leo Madder en Karel Vingerhoets. Hij studeerde daarna af in 1976 aan de Studio Herman Teirlinck.
Door Van Boeckel stond op de planken in de musicals Peter Pan, De Spokenjagers (een Suske en Wiske-musical) en meerdere Studio 100-musicals, zoals Assepoester (de rol van Amedee), Pinokkio (Fox), Robin Hood (sheriff van Nottingham), Sneeuwwitje en De Drie Biggetjes (Lowie de Vos). In de Nederlandse editie van Les Misérables (1991) vertolkte hij in de laatste 100 voorstellingen de rol van Thénardier. Hij had met oom Max Detweiler een van de hoofdrollen in 2004 in de Vlaamse versie van de musical The Sound of Music. Voor de rol van nar in Dracula kreeg hij in 2006 de Vlaamse Musicalprijs voor beste mannelijke bijrol. Ter gelegenheid van 30 jaar theater stond hij met Door and Friends in 2007 op de planken met hits uit de jaren zeventig en tachtig. Ook in 2007 verving hij voor een aantal van de voorstellingen Walter Baele als Jansen in Kuifje: De Zonnetempel van Tabas&Co. In de musical Sonneveld, angst, illusie en muziek vertolkte hij in 2008 de rol van Wim Sonneveld. Zingend bracht hij in 2008 dan weer The Golden Years.
Hij trad in het theater onder andere op met de gezelschappen Ro Theater, Fakkeltheater, Echt Antwaarps Teater, Koninklijk Jeugdtheater en NTGent. Met het Publiekstoneel bracht hij in 2009 Zaterdag, zondag, maandag. De laatste 10 jaar behoort hij bij de vaste kern van het E.W.T gezelschap.
Ook was Door Van Boeckel de antagonist uit de film Amsterdamned en had een rol in de film Daens.  In Kinderen van Dewindt was hij schipper Fons. 
In 2019 kreeg hij van de stad Lier de Cultuurprijs 2018 van de stad Lier voor een theaterstuk (Bos) dat hij maakte.

## Werk als stemacteur
- Fox's Peter Pan & the Pirates (animatieserie) - Captain James Algernon Cloudesley Hook
- Het Liegebeest - Liegebeest
- De Leeuwenkoning, The Lion King II: Simba's trots, The Lion King III, Timon & Pumbaa en De leeuwenwacht - Pumbaa
- Big Hero 6 - Freds vader (Stan Lee)
- LazyTown - enkele rollen
- Flint the Time Detective - Uglinator
- Simsala Grimm - Verschillende Stemmen
- DuckTales - Staalhaan
- Gummi Beren - Gruffi Gummi

## Overige rollen
- Centraal Station (1974)
- Slisse & Cesar (1977) - als Jean-Claude
- Slachtvee (1979) - als jonge man
- Geschiedenis mijner jeugd (1983)
- Merlina (1984) - als kapper/violist
- Mijn pappie is enkel 'n foto (1986)
- Het Pleintje (1986, 1987)
- Amsterdamned (1988) - als maniak
- Bompa (1989) - als ober
- Sarah? Sarah (1989) - als garagist
- Drie mannen onder één dak (1989) - als Van Baelen
- Langs de Kade (1989) - als François de Ferme
- Oei! (1989)
- Postbus X (1991) - als ongure kerel
- Daens (1992) - als Achiel Eeman
- Bex & Blanche (1993) - als Sasja
- F.C. De Kampioenen (1993) - als verkoper
- De Familie Backeljau (1994-1997) - als postbode
- Familie (1994-1995) - als Leo Hans
- Niet voor publikatie (1995) - als bange man
- Nonkel Jef (1995) - als Plien Dokus
- Editie (1995) - als Sam
- Wittekerke (1995) - als Cois
- Chez Bompa Lawijt (1996) - als Claude-Jean
- De Familie Backeljau (1996) - als Martin De Neudt
- De Kotmadam (1998) - als inspecteur van de brandveiligheid
- Heterdaad (1999) - als uitbater
- Wittekerke (2001) - als Bert
- De Vermeire explosion (2001) - als Marco Spillaert
- Chris & Co (2001) - als Armand
- W817 (2001) - als Xavier Penninx
- Spoed (2002) - als Swa
- Verschoten & Zoon (2003) - als Dries Van Bickendorf
- Zone Stad (2003, 2004) - als John Roggemans
- De Pietenbende van Sinterklaas (2004) - Als BlauwSint
- Spring (2005) - als regisseur
- Booh! (2005-2008) - als witte Jos
- Kinderen van Dewindt (2005-2009) - als Fons
- Witse (2006) - als Jean Thyssen
- En daarmee basta! (2006) - als tekenleraar
- Katarakt (2008) - als dirigent
- F.C. De Kampioenen (2008) - als baas van Bieke
- LouisLouise (2008)
- Mega Mindy (2008) - als professor Riros
- Familie (2008) - als cipier
- De Kotmadam (2009) - als Hilaire
- Code 37 (2009) - als John
- Click-ID (2009) - als kunstenaar
- Goesting (2010) - als Bavo
- Dag & Nacht: Hotel Eburon (2010) - als Bert
- Zone Stad (2010) - als Sylvain Bosteels
- Vermist (2010) - als Vic
- De 5e boog (2010) - als tuinman
- Familie (2011) - als Jef
- Skilz (2011-2012) - als Hendrik Wiels
- Aspe (2013) - als Siegfried Sonck
- Danni Lowinski (2013) - als Willy
- Binnenstebuiten (2013) - als Dhaka
- K3 Modemeiden (2013)
- De Kroongetuigen (2014) - als speurder
- Tegen de Sterren op (2014) - als officier Breck
- Sigi & Julia (2014) - als meneer Hofman
- Lang Leve... (2014) - als baas van de BiFi-fabriek
- Kattenoog (2015) - als Jeff
- Familie (2015-2016) - als Gust Stuyvens
- AG The Marks We Bear (2016) - als Alfred Dumont
- Ghost Rockers - Voor altijd? (2016) - als Robrecht Van Thoren
- Nachtwacht (2017) - als Igor Braslov
- Loezers (2017-2019) - als meneer Norbert
- Gent-West (2017, 2019) - als ondervrager
- La fille dans les Galeries (2018) - als clochard
- Kosmoo (2018)
- De laatste dagen (2019) - als Mark Rosseel
- Nachtwacht: De Dag van de Bloedmaan (2021) - als Enigma
- #LikeMe (2023) - als Jean